# S.E.S.의 광고 목록
다음은 대한민국의 3인조 걸 그룹 가수 《S.E.S.》의 광고 목록이다.
| 연도 | 월   | 기간  | 국가          | 기업명             | 브랜드명                       | 제품명                                                | 제품군             | 분류 | 매체                    | 개런티   | 출처              | 비고       |
| --- | ---- | ----- | ------------- | ------------------ | ------------------------------ | ----------------------------------------------------- | ------------------ | ---- | ----------------------- | -------- | ----------------- | ---------- |
| 1998년 (총 4개)                                                                                               | 04월 | -     | 대한민국      | 지브이             | 7nani                          | 빈칸                                                  | 의류 (캐쥬얼)      | 상업 | 지면 (오프라인)         | -        | [ 1 ]             | 빈칸       |
| 1998년 (총 4개)                                                                                               | 05월 | 1년   | 대한민국      | 농심               | 새우깡                         | 빈칸                                                  | 식품 (스낵)        | 상업 | CF (TV)                 | 1억 5천  | [ 2 ]             | 빈칸       |
| 1998년 (총 4개)                                                                                               | 06월 | 5개월 | 대한민국      | MBC FM 라디오      | 로고송                         | 빈칸                                                  | 방송사 홍보        | 상업 | 라디오(음성)            | -        |                   | 빈칸       |
| 1998년 (총 4개)                                                                                               | 07월 | 2개월 | 대한민국      | 문화관광부         | 대한민국홍보                   | 빈칸                                                  | 국가 홍보          | 공익 | CF (TV)                 | 노개런티 |                   | 빈칸       |
| 1999년 (총 3개)                                                                                               | 07월 | 6개월 | 대한민국      | 보광인터내셔날     | 롤롤                           | 빈칸                                                  | 의류 (캐쥬얼)      | 상업 | 지면(오프라인)          | 1억 5천  | [ 3 ] [ 4 ] [ 5 ] | 빈칸       |
| 1999년 (총 3개)                                                                                               | 05월 | -     | 대한민국      | 중앙선거관리위원회 | 성년의 날 투표 독려            | 빈칸                                                  | 공익 (투표)        | 공식 | 지면 (오프라인)         | -        |                   | 빈칸       |
| 1999년 (총 3개)                                                                                               | -    | -     | 대한민국      | KT 한국통신        | 공중전화카드                   | 빈칸                                                  | 통신 (카드)        | 상업 | 지면 (오프라인)         | -        |                   | 빈칸       |
| 2000년 (총 4개)                                                                                               | 01월 | 1년   | 대한민국 대만 | 아모레퍼시픽       | 에뛰드                         | 오렌지 플레이버 리얼 파우더 시너지 마스카라 컬러 토핑 | 미용 (화장품)      | 상업 | CF (TV) 지면(오프라인)  | 2억 5천  |                   | [ 주해 1 ] |
| 2000년 (총 4개)                                                                                               | 01월 | 6개월 | 대한민국      | 동아오츠카         | 화이브미니                     | 빈칸                                                  | 식품 (음료)        | 상업 | CF (TV) 지면 (오프라인) | 1억 6천  |                   | 빈칸       |
| 2000년 (총 4개)                                                                                               | 06월 | -     | 일본          | Just System        | Megavi DV                      | 빈칸                                                  | 가전 (소프트웨어)  | 상업 | 지면 (인터넷)           | -        |                   | 빈칸       |
| 2000년 (총 4개)                                                                                               | 11월 | 6개월 | 대한민국      | LG전자             | 테크폰 900                     | 빈칸                                                  | 가전 (무선 전화기) | 상업 | 지면 (오프라인)         | -        |                   | 빈칸       |
| 2001년 (총 6개)                                                                                               | 02월 | -     | 대한민국      | 동아오츠카         | 화이브미니 (재계약)            | 빈칸                                                  | 식품 (음료)        | 상업 | CF (TV)                 | -        |                   | 빈칸       |
| 2001년 (총 6개)                                                                                               | 02월 | -     | 대한민국      | FIFA 월드컵        | 한·일 월드컵 홍보              | 빈칸                                                  | 홍보               | 공익 | CF (오프라인)           | -        | [ 6 ]             | 빈칸       |
| 2001년 (총 6개)                                                                                               | 05월 | 6개월 | 대한민국      | 중앙선거관리위원회 | 새내기 유권자 홍보             | 빈칸                                                  | 선거 홍보          | 공익 | 지면 (오프라인+인터넷)  | -        |                   | 빈칸       |
| 2001년 (총 6개)                                                                                               | 09월 | 3개월 | 대한민국      | 롯데               | 캐논                           | 빈칸                                                  | 가전 (프린터)      | 상업 | 지면 (오프라인)         | 1억 5천  |                   | 빈칸       |
| 2001년 (총 6개)                                                                                               | 10월 |       | 대한민국 일본 | 아디다스           | 한·일 월드컵 자원봉사자 유니폼 | 빈칸                                                  | 의류               | 공익 | 패션쇼                  | -        |                   | [ 주해 2 ] |
| 2001년 (총 6개)                                                                                               | 10월 | 2개월 | 대한민국 일본 | 일본국제관광진흥회 | 일본관광홍보                   | 빈칸                                                  | 해외 홍보          | 공익 | CF (TV)                 | 5천      | [ 7 ] [ 8 ]       | [ 주해 3 ] |
| 2002년 (총 3개)                                                                                               | 02월 | 6개월 | 대한민국      | 성도               | JVIM CLUB                      | 빈칸                                                  | 의류 (캐쥬얼)      | 상업 | 지면 (오프라인)         | 1억 5천  | [ 9 ] [ 9 ]       | 빈칸       |
| 2002년 (총 3개)                                                                                               | 05월 | -     | 대한민국      | 유니레버           | 커레스                         | 마린 향 (바다) 로즈 향 (유진) 시트러스 향 (슈)        | 미용 (바디 워시)   | 상업 | CF (TV) 지면 (오프라인) | -        |                   | [ 주해 4 ] |
| 2002년 (총 3개)                                                                                               | 07월 | 3개월 | 대한민국      | 유나이티드3        | FRJ                            | 빈칸                                                  | 의류 (캐쥬얼)      | 상업 | 지면 (오프라인)         | 1억 3천  | [ 10 ]            | 빈칸       |
| "-" 표시는 보도를 통한 정확한 정보가 없는 것을, "빈칸" 표시는 해당 카테고리와 관련된 사항이 없는 것을 뜻한다. |      |       |               |                    |                                |                                                       |                    |      |                         |          |                   |            |
| 총 계약 횟수 : 20회, 광고 개수 : 19개                                                                         |      |       |               |                    |                                |                                                       |                    |      |                         |          |                   |            |

### 내용주
1. ↑  한국 TV에서 방송된 CF가 대만 TV에서도 동시 방송됨.
2. ↑  슈는 일본에서의 연극 동아비련 활동 때문에 홍보 모델 무대에 오르지 못하고, 바다와 유진만 홍보 모델로 활약함.
3. ↑  일본국제관광진흥회에서 제작 및 일본에서 촬영하였고, 한국인 관광객 유치를 위해서 한국에서만 방송 됨.
4. ↑  데뷔 후 최초로 멤버별 단독 CF 촬영.

### 참조주
1. ↑  1998년 5월 23일 / 한국섬유신문  지브이,「7nani」힙합패션주도 뉴패션트랜드 핵으로 부상
2. ↑  1998년 6월 13일 / 경향신문 9면 / 권태호 기자 새우깡 10대취향 맞춰 'SES'와 함께 기차여행
3. ↑  김성희 기자 (1999년 6월 7일). “드라마 협찬상품 뜬다”. 매일경제 (네이버 뉴스 라이브러리).
4. ↑  “'롤롤' 의상 디자인 공모전”. 어패럴뉴스. 1999년 7월 5일. 2018년 10월 20일에 원본 문서에서 보존된 문서. 2019년 9월 10일에 확인함.
5. ↑  허엽 기자 (2018년 9월 29일). “여가수도 음반 한장 뜨면 수억원 '거뜬'”. 동아일보 (네이버 뉴스 라이브러리).
6. ↑  2001.3.29 스포츠서울 S.E.S,한일 월드컵 홍보용CF 무료제작
7. ↑  2001년 12월 3일 / 여행신문 / 천소현 기자 S.E.S 일본관광홍보 광고 출연
8. ↑  2001년 10월 12일 / SM타운 뉴스 S.E.S. 일본 관광 홍보 모델
9. 1 2  2002년 2월 27일 10시 03분 / 머니투데이 / 이정배 기자 [코스닥] 에스엠, S.E.S. 의류 CF계약
10. ↑  패션인사이트 「FRJ」, SES와 광고모델 계약